# Saepulloh Maulana
Saepulloh Maulana (sinh ngày 22 tháng 12 năm 1988) là một hậu vệ bóng đá người Indonesia hiện tại thi đấu ở vị trí trung vệ cho Sriwijaya FC ở Liga 1. Trước đó anh thi đấu cho Mitra Kukar và anh đá cho Semen Padang ở Cúp AFC 2013.

## Danh hiệu
Semen Padang
Vô địch
- Indonesian Community Shield: 2013